# بهن‌آباد
بهن‌آباد یک روستا در ایران است که در دهستان باقران واقع شده‌است. بهن‌آباد ۲۲ نفر جمعیت دارد.